# جان دنور
جان دِنوِر (به انگلیسی: John Denver) ‎(زادهٔ ۳۱ دسامبر ۱۹۴۳ – درگذشتهٔ ۱۲ اکتبر ۱۹۹۷)‎ یکی از محبوب‌ترین خوانندگان فولک/پاپ دههٔ ۷۰ میلادی از نظر میزان فروش آلبوم بود. او در دوران فعالیت هنری‌اش حدود ۳۰۰ اثر ضبط و منتشر کرد که ۲۰۰تای آن‌ها از ساخته‌های خودش بودند.
دِنوِر در سال ۱۹۹۷ لقب ملک‌الشعرای ایالت کلرادو را از آن خود کرد. ترانه‌هایی مانند «عزیمت با یک هواپیمای جت» (۱۹۶۷)، «مرا به خانه ببرید، جاده‌های روستایی» (۱۹۷۱)، «پرتوی آفتاب روی شانه‌هایم» (۱۹۷۳)، «سپاس پروردگارا من یک پسر کانتری‌ام» (۱۹۷۴) و «ترانهٔ آنی» (۱۹۷۴) برخی آثار دِنوِر بودند که به محبوبیت جهانی دست یافتند. از دِنوِر با لقب‌هایی هم‌چون «شاعر این سیاره»، «پسر مام طبیعت» و «بهترین دوست ترانه‌ها» یاد شده‌است.
دِنوِر در ۱۲ اکتبر ۱۹۹۷ و زمانی که با یک هواپیمای سبُک مشغول پرواز بود در خلیج مونته‌ری سقوط کرد و کشته شد. هویت جسد دنور با استفاده از اثر انگشتش تأیید شد.